# کشتی بادبانی هرمیون
| کشتی بادبانی هرمیون فرانسه ·                                                             | کشتی بادبانی هرمیون فرانسه · |
| ---------------------------------------------------------------------------------------- | ---------------------------- |
| ۱۷ سپتامبر ۲۰۱۴، ماکت هرمیون از رود شارنت خارج می‌شود و برای اولین بار به دریا بازمی‌گردد. |                              |
| اطلاعات کلی                                                                              |                              |
| کلاس                                                                                     | ناوچه کلاس کنکورد            |
| کشور سازنده                                                                              | فرانسه                       |
| ساخت کارخانه                                                                             | شرکت آسلین                   |
| مشخصات                                                                                   |                              |
| طول کشتی                                                                                 | ۶۵ متر                       |
| بارگیری استاندارد                                                                        | ۱۱۶۶ تن                      |
| جنگ‌افزارها                                                                               |                              |
| توپخانه                                                                                  | ۳۲ توپ ۱۲ پوندی              |
| سرنوشت                                                                                   |                              |
| تاریخ و محل بازسازی                                                                      | ۲۰۱۴ در روشفور               |

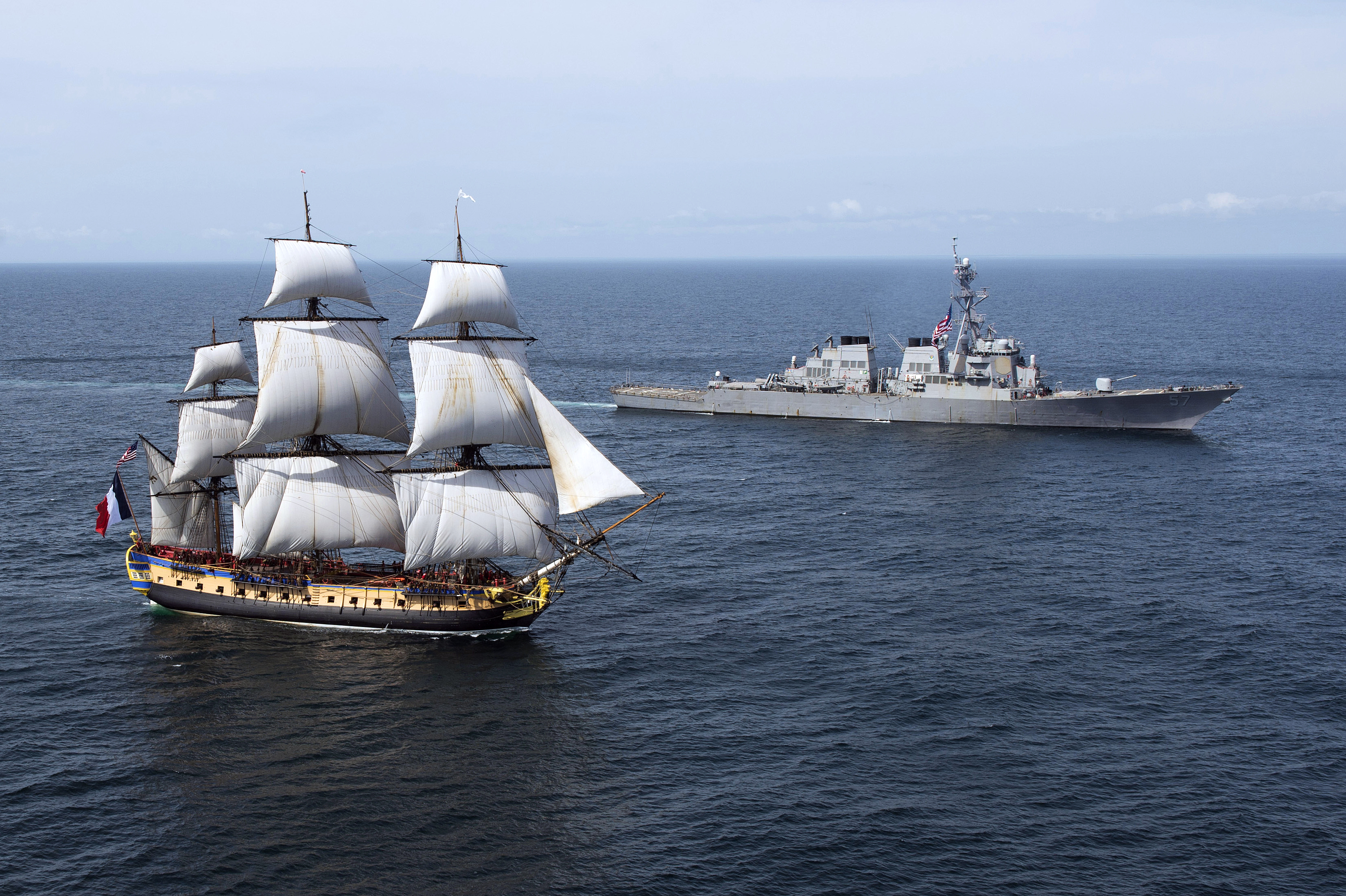
نگاره‌ای از یواس‌اس میتسچر در استقبال و اسکورت کشتی بادبانی هرمیون پس از ورود به آب‌های ایالات متحده آمریکا در تاریخ ۲ ژوئن ۲۰۱۵ میلادی.

کشتی بادبانی هرمیون (انگلیسی: French frigate Hermione) یک کشتی بادبانی جنگی با ۳۲ توپ است و برای توپ‌های ۱۲ پوندی طراحی شده بود که در سال ۲۰۱۴ در روشفور به وسیلهٔ سازمان آسلین بازسازی و تکمیل شد.

## نگارخانه

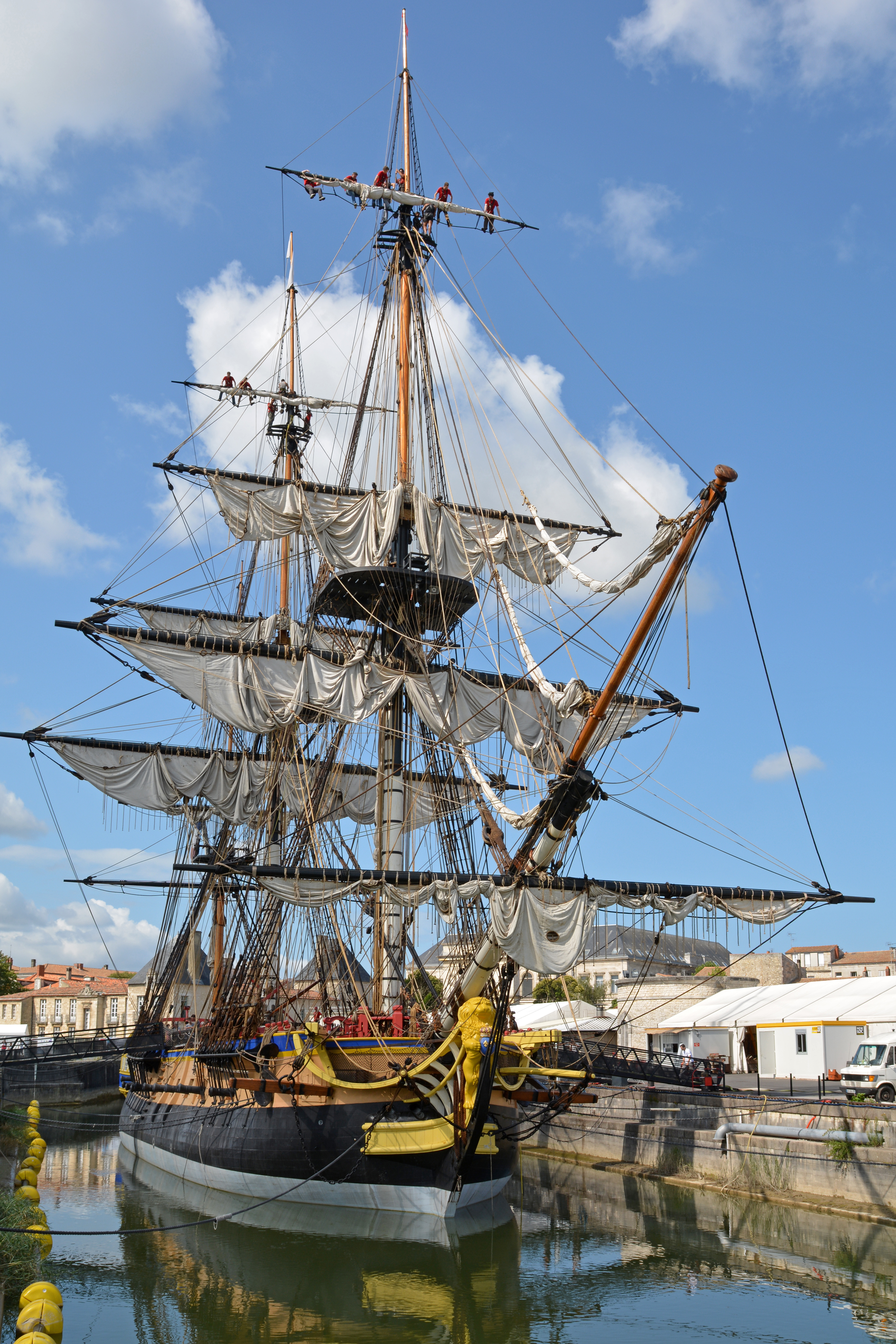
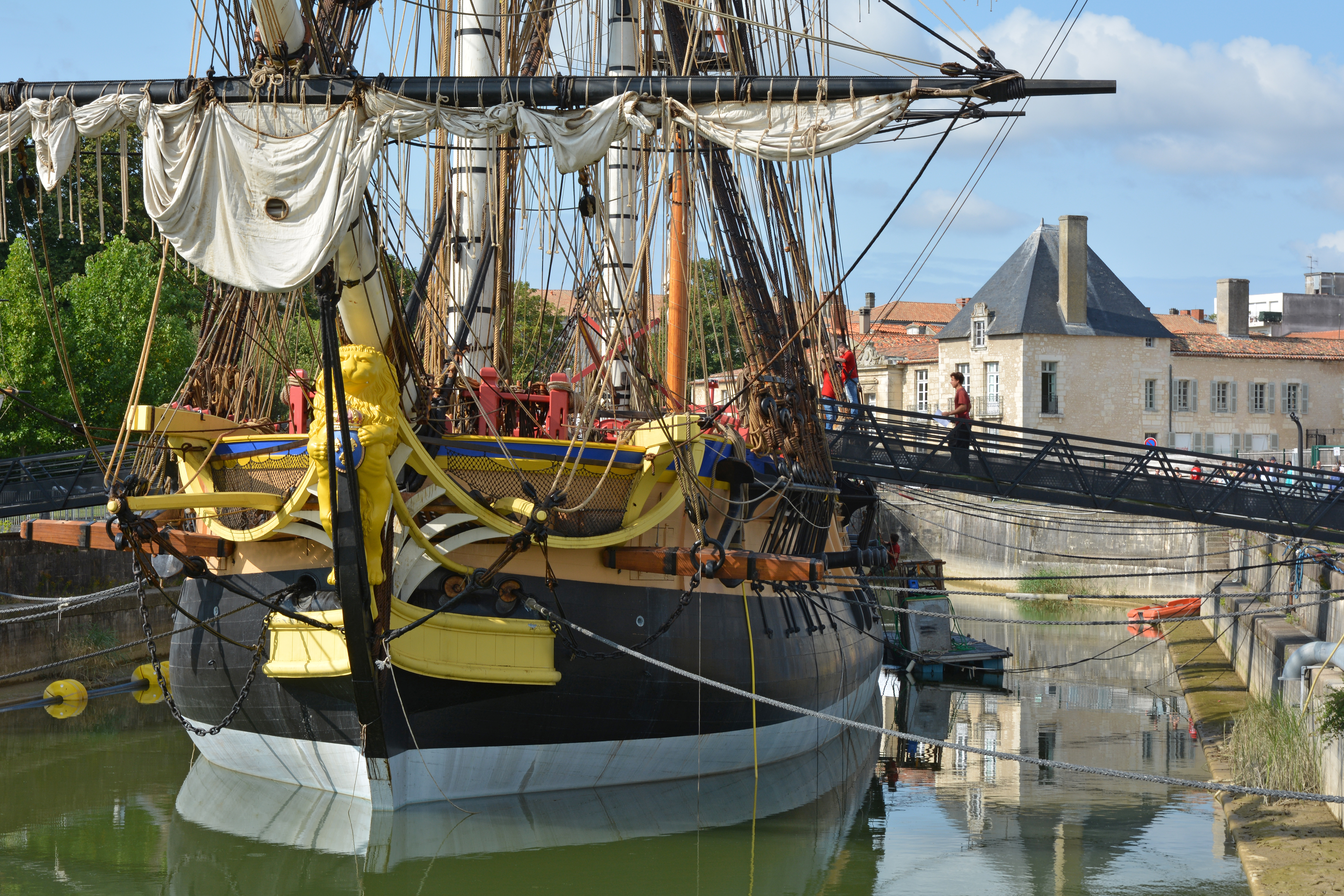
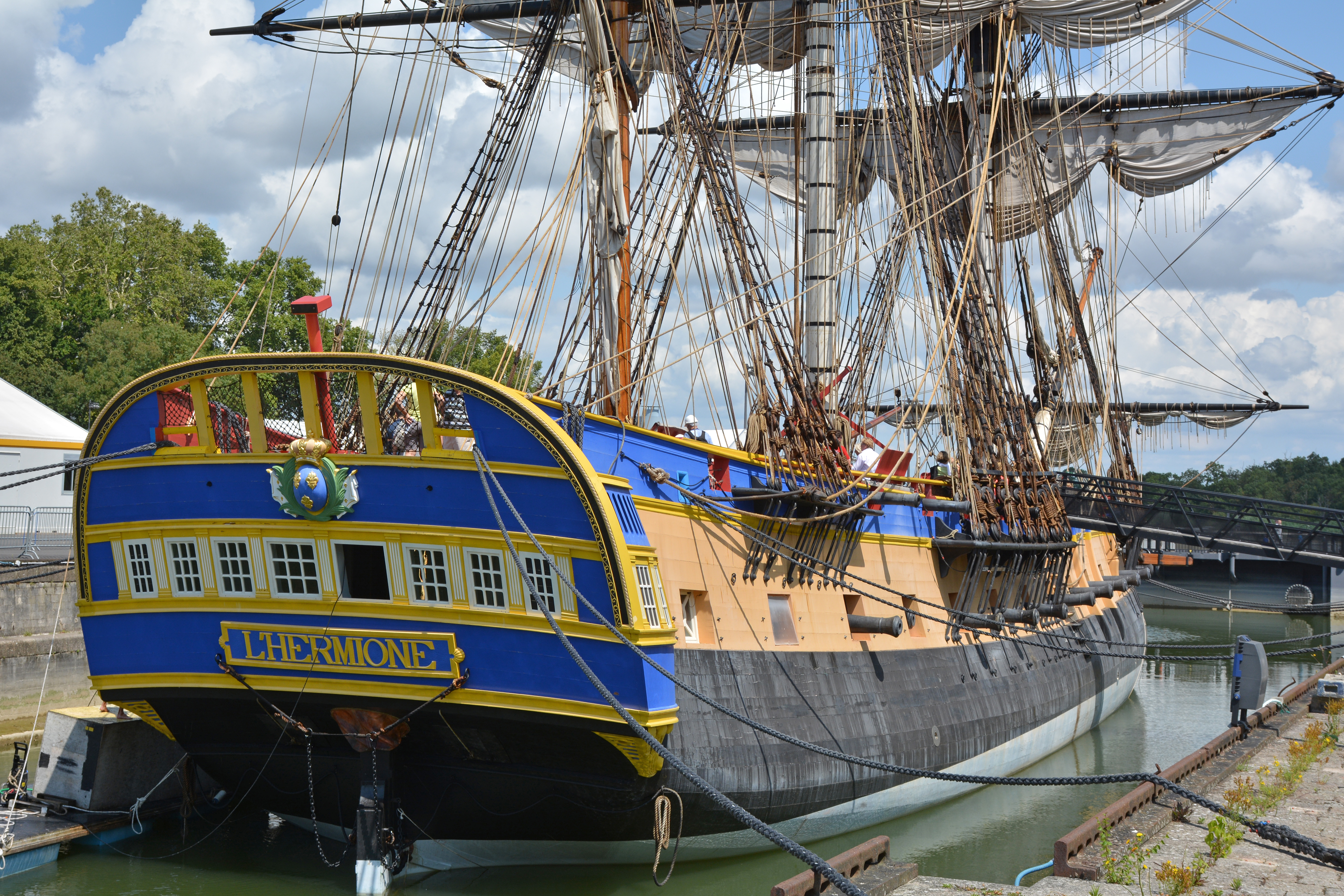
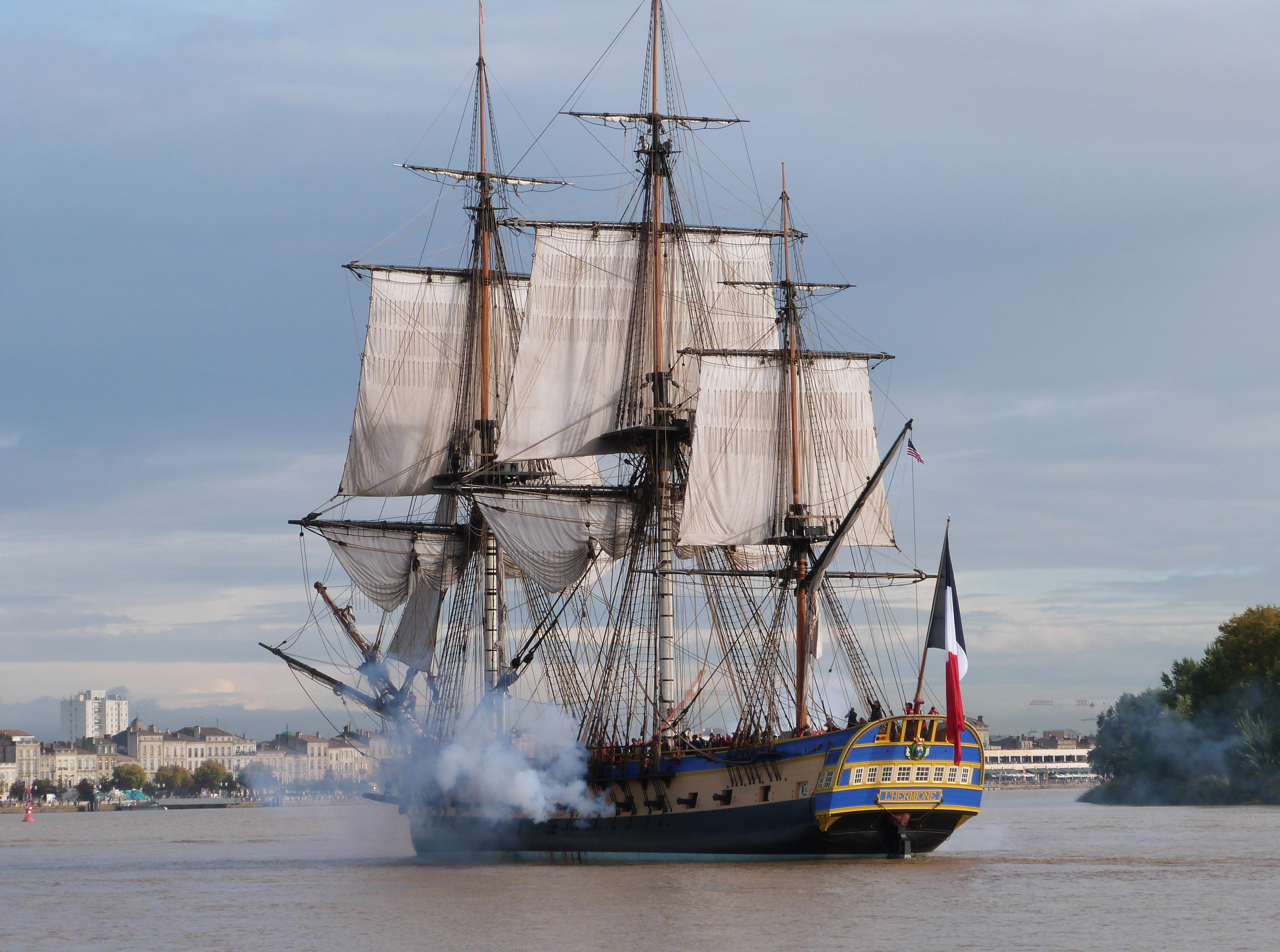
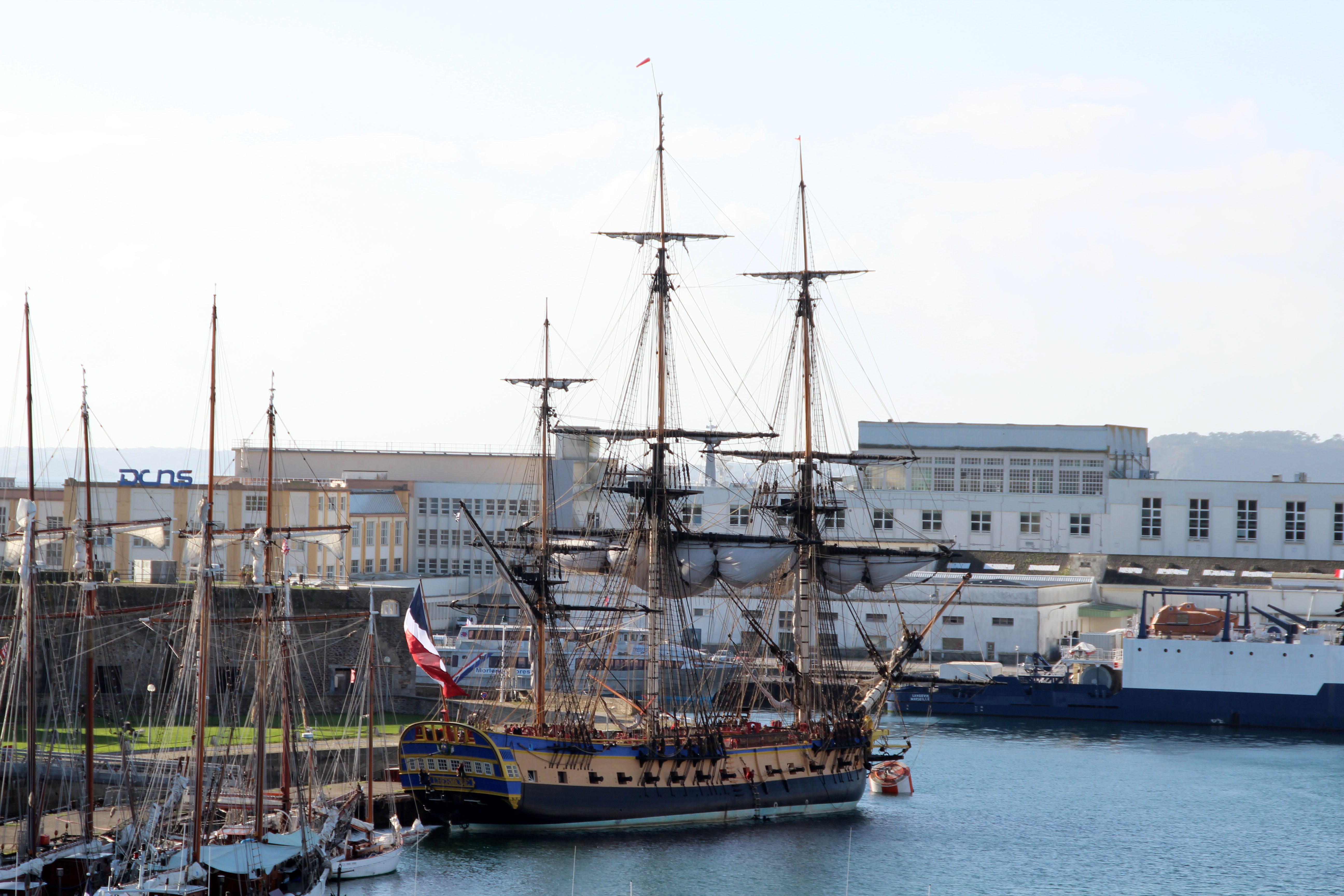
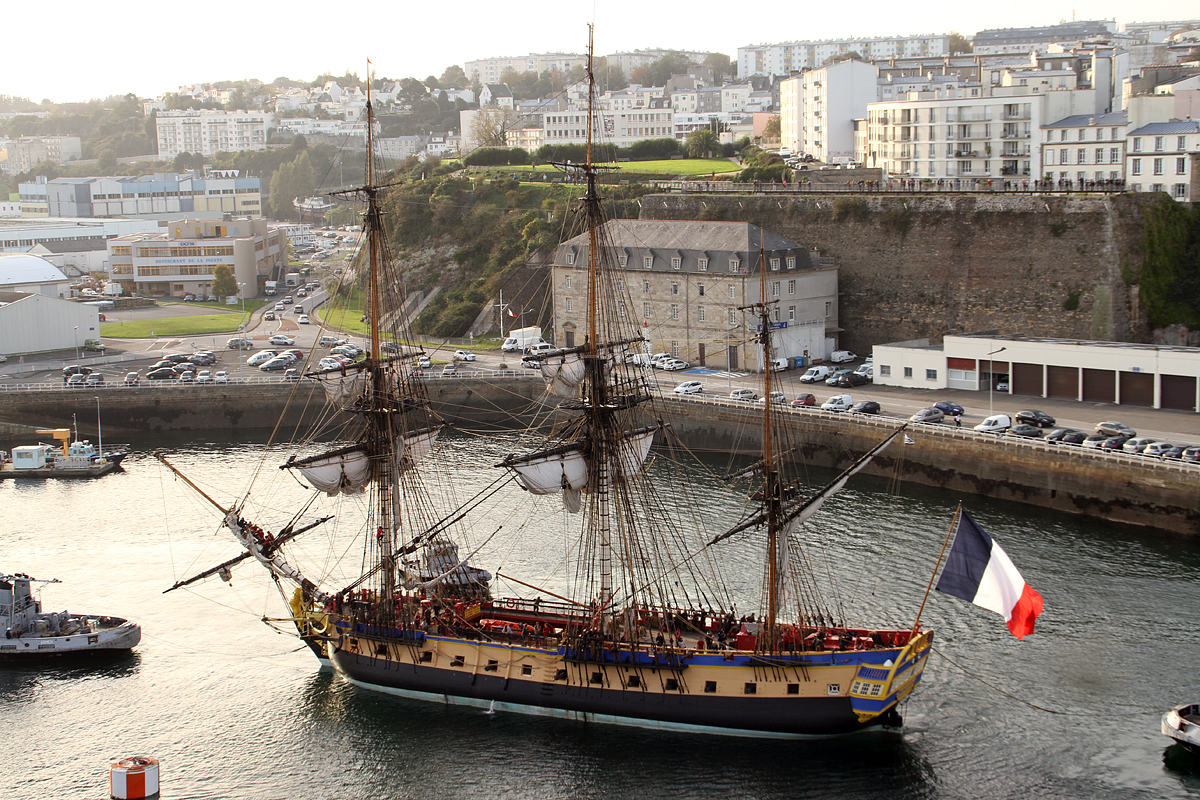